# Dębiny Osuchowskie
Dębiny Osuchowskie (prononciation : [dɛmˈbinɨ ɔsuˈxɔfskʲɛ]) est un village polonais de la gmina de Mszczonów dans le powiat de Żyrardów de la voïvodie de Mazovie dans le centre-est de la Pologne.
Il se situe à environ 10 kilomètres au sud-est de Mszczonów (siège de la gmina), 21 kilomètres au sud-est de Żyrardów (siège du powiat) et à 44 kilomètres au sud-ouest de Varsovie.
Le village compte une population d'environ 20 habitants.
La rivière Jeziorka prend sa source dans ce village.

## Histoire
De 1975 à 1998, le village appartenait administrativement à la voïvodie de Skierniewice.

## Économie
Le village possède une gravière qui a été abandonnée pendant plusieurs années avant de rouvrir en 2008.